# Quốc lộ 50B
Quốc lộ 50B (tên cũ là Đường động lực TP. Hồ Chí Minh – Long An – Tiền Giang hay Đường tỉnh 827E)  có điểm đầu từ cuối đường Phạm Hùng qua cầu Kênh Cây Khô, thuộc địa phận xã Phước Lộc, huyện Nhà Bè, Thành phố Hồ Chí Minh, theo hướng nam đi qua huyện Bình Chánh (Thành phố Hồ Chí Minh), sang địa phận huyện Cần Giuộc, Cần Đước, Tân Trụ, Châu Thành thuộc tỉnh Long An; qua cầu Bình Cách sang địa phận huyện Chợ Gạo và thành phố Mỹ Tho thuộc tỉnh Tiền Giang, vượt sông Bảo Định và kết thúc tuyến đường tại Vòng xoay Trung Lương (giao giữa QL.1 và QL60), với tổng chiều dài là 55 km.
Tuyến đường đóng vai trò rất quan trọng trong việc phát triển hạ tầng đô thị, kết nối giao thông, phát triển kinh tế - xã hội của Thành phố Hồ Chí Minh với 2 tỉnh Long An và Tiền Giang. Đồng thời, giảm áp lực giao thông trên Quốc lộ 1, Quốc lộ 50, giảm thiểu tai nạn giao thông, tránh ùn tắc giao thông vào dịp lễ, Tết.
Tuyến được đầu tư xây mới để tạo ra quỹ đất trống góp phần chỉnh trang và mở rộng, đẩy nhanh tốc độ đô thị hoá, thu hút vốn đầu tư nhằm phát triển kinh tế - xã hội. Cùng với hệ thống đường đã và sẽ có trong khu vực, tuyến đường góp phần hoàn chỉnh mạng lưới giao thông thuận tiện và đồng bộ tại các tỉnh mà tuyến đi qua.
Tuyến đường này sẽ tạo thuận lợi cho các hoạt động phát triển hai bên đường và là cơ hội khuyến khích phát triển cơ cấu đô thị đa cực.
Tuyến đường sẽ khởi công từ năm 2024, hoàn thành xây dựng giai đoạn 1 vào năm 2026 (công tác GPMB được thực hiện từ 2023 - 2025). Nguồn vốn đề xuất ngân sách Trung ương giai đoạn 2021 - 2025 hỗ trợ thực hiện đầu tư các cầu lớn trên tuyến (cầu Cần Giuộc, cầu bắc qua sông Vàm Cỏ Đông, cầu bắc qua sông Vàm Cỏ Tây); phần đường và giải phóng mặt bằng đầu tư theo phương thức PPP và ngân sách địa phương.

## Quy mô tuyến đường[3]

### Vốn đầu tư
a) Tổng mức đầu tư phần đường (giai đoạn 1 - đoạn qua tỉnh Long An): 18.673 tỉ đồng (trong đó phần GPMB chiếm 13.857 tỉ đồng).
b) Nguồn vốn đầu tư: vốn ngân sách Nhà nước và các nguồn vốn huy động hợp pháp khác.
c) Thời gian thực hiện dự án: 2022-2026.

### Chiều dài
Toàn tuyến dài 55,6 km (đoạn qua Thành phố Hồ Chí Minh là 5,8 km, qua tỉnh Long An dài 35,6 km, qua Tiền Giang là 14,2 km)

### Mặt cắt ngang
- Đoạn qua Thành phố Hồ Chí Minh và tỉnh Tiền Giang: nền đường rộng 40m, mặt đường thảm BTN rộng 22,5m (6 làn xe), vận tốc thiết kế (vtk): 80 km/h.
- Đoạn qua tỉnh Long An
  - Phân đoạn 1 từ ranh Thành phố Hồ Chí Minh đến  (thuộc dự án cầu Cần Giuộc): dài 2,75 km đi qua địa phận huyện Cần Giuộc, nền đường rộng 40m, mặt đường thảm BTN rộng 22,5m (6 làn xe), vtk: 80 km/h.
  - Phân đoạn 2 từ  đến sông Vàm Cỏ Đông: dài 16,45 km đi qua địa phận các huyện Cần Giuộc và Cần Đước, nền đường rộng 78m, mặt đường thảm BTN rộng 49m (12 làn xe) (bao gồm: trục chính rộng 30m, đường song hành mỗi bên rộng 9,5m), trục chính vtk: 80 km/h (riêng đoạn đi trùng đường  từ  - nút giao Mỹ Lệ vtk: 100km/h) và đường song hành vtk: 60 km/h.
  - Phân đoạn 3 từ sông Vàm Cỏ Đông đến ranh Tiền Giang (không bao gồm 2 cầu Vàm Cỏ Đông và Vàm Cỏ Tây): dài 16,4 km đi qua địa phận các huyện Tân Trụ và Châu Thành, quy mô mặt đường tương tự như phân đoạn 2.

## Cầu trên tuyến

### Cầu nhỏ
Cầu Cây Khô, cầu Phong Phú, cầu Đa Phước, cầu Long Hậu, cầu Tràm, cầu Tân Trụ, cầu Tre, cầu Bình Cách, cầu Bảo Định

### Cầu lớn[4]
Theo kế hoạch đầu tư công trung hạn giai đoạn 2021 - 2025 và kế hoạch đầu tư công năm 2021, dự án 03 cầu lớn trên tuyến ĐT827E dự kiến sử dụng vốn ngân sách trung ương (ODA). Bộ Kế hoạch và Đầu tư đã xem xét và trình Thủ tướng Chính phủ hỗ trợ vốn cho tỉnh Long An đầu tư 03 cầu từ nguồn vốn ODA (trong tổng vốn 1,05 tỉ USD đầu tư phát triển vùng đồng bằng sông Cửu Long của Ngân hàng thế giới)
- Kinh phí xây dựng: 3.604,793 tỉ đồng, trong đó:
  - Chi phí xây dựng: 3.034,659 tỉ đồng
  - Chi phí QLDA, tư vấn, khác: 455,199 tỉ đồng
  - Chi phí dự phòng: 114,935 tỉ đồng
- Nguồn vốn: Trung ương hỗ trợ, ngân sách tỉnh và các nguồn vốn huy động hợp pháp khác.
- Thời gian thực hiện dự án: 2021-2025.

#### Cầu Cần Giuộc

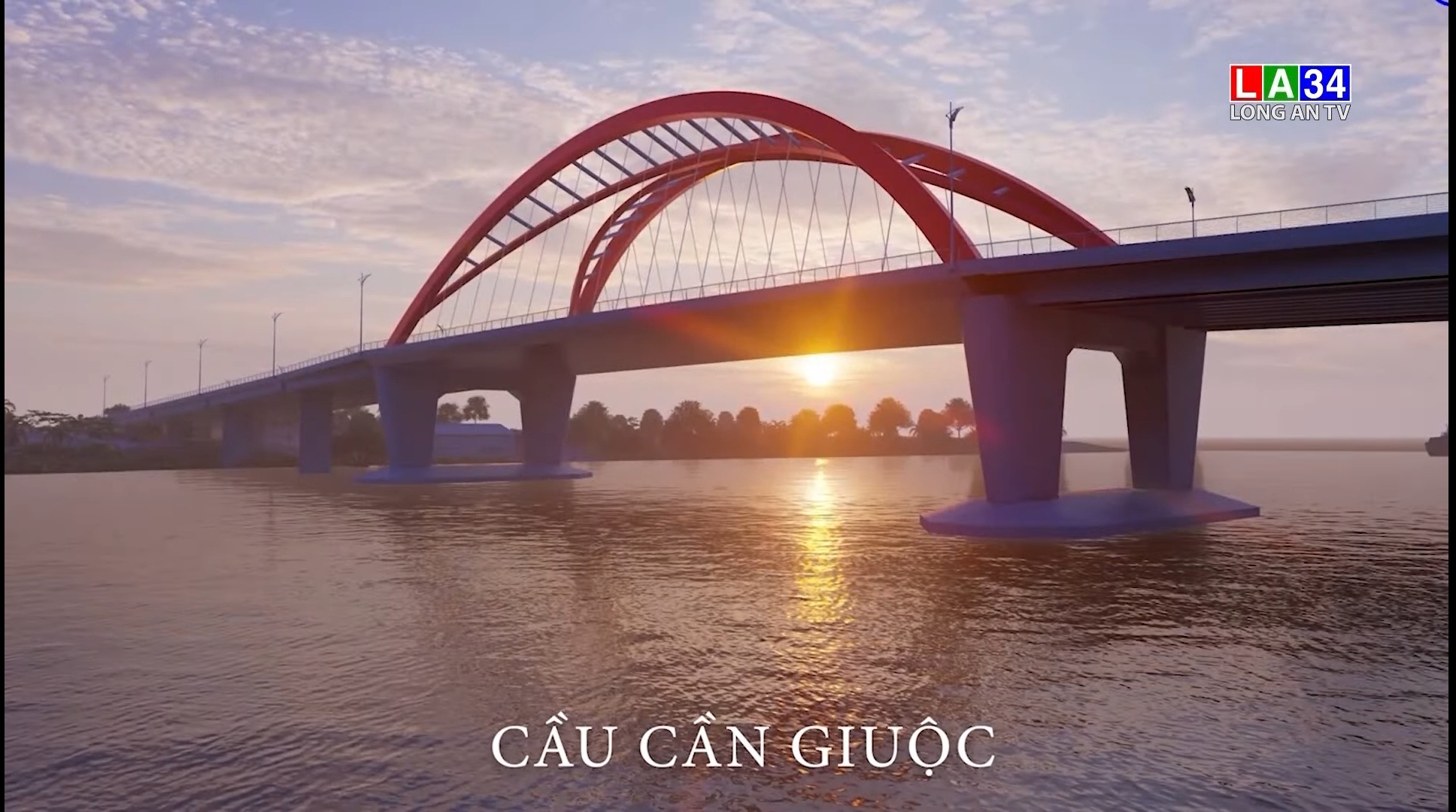
Phối cảnh cầu Cần Giuộc (bấm vào ảnh để xem rõ hơn)

- Thiết kế bằng kết cấu bê tông cốt thép, bê tông cốt thép dự ứng lực; nhịp chính dạng vòm thép (90m);
- Tải trọng thiết kế: HL93, tải trọng người đi bộ 3 kN/m2;
- Xây dựng 02 đơn nguyên cầu, mỗi đơn nguyên có khổ cầu rộng 14m (3 làn xe);
- Tĩnh không HxB = 9,5x60m;
- Phần đường vào cầu: Đường dẫn vào cầu dài khoảng 2,26 km, mặt đường bê tông nhựa rộng 22,5m, nền đường rộng 40m, vận tốc thiết kế 60 km/h

#### Cầu Vàm Cỏ Đông

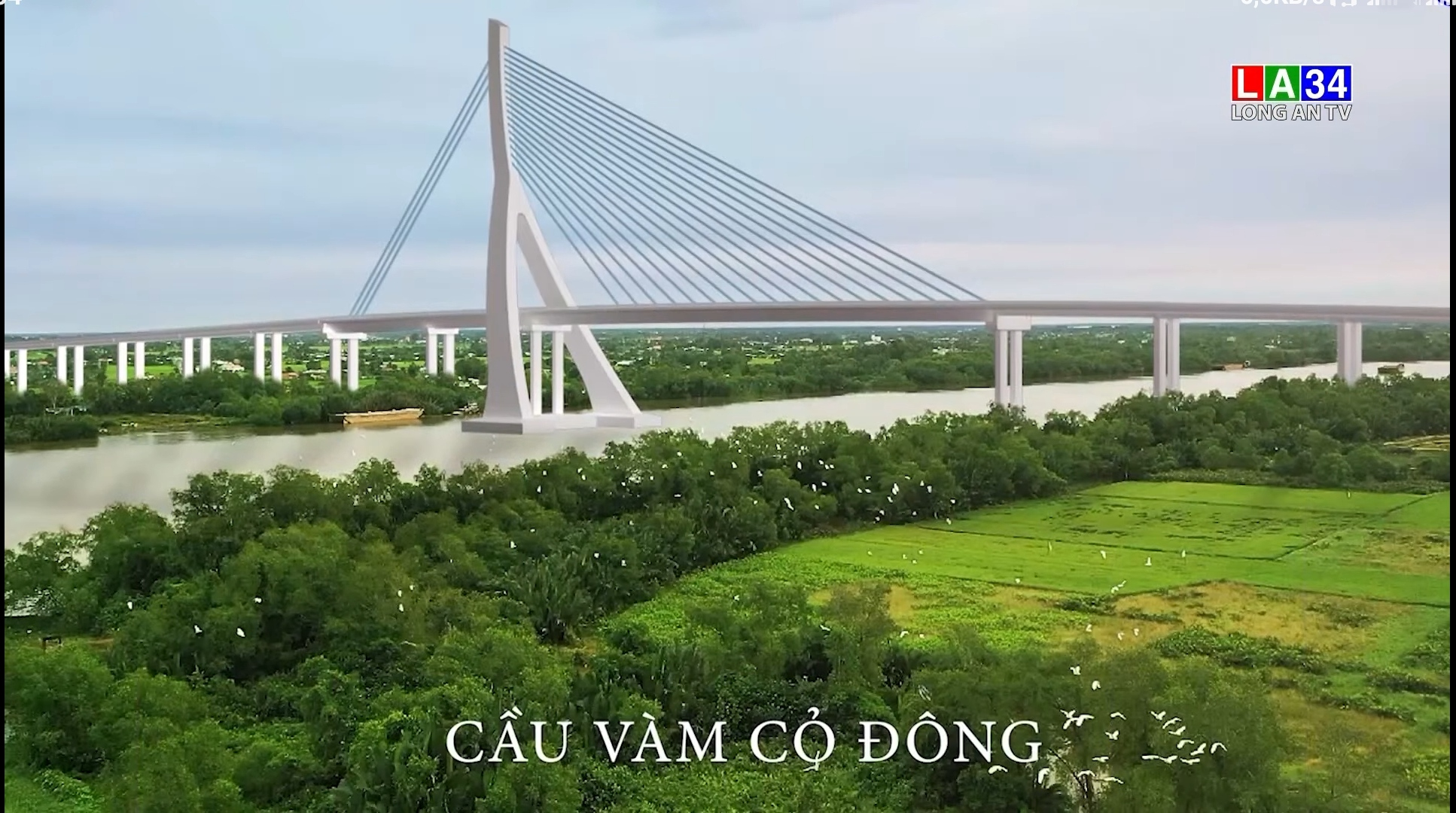
Phối cảnh cầu Vàm Cỏ Đông (bấm vào ảnh để xem rõ hơn)

- Thiết kế bằng kết cấu bê tông cốt thép và bê tông cốt thép dự ứng lực; nhịp chính dạng dây văng (90m+150m);
- Tải trọng thiết kế: HL93, tải trọng người đi bộ 3 kN/m2;
- Xây dựng 2 đơn nguyên cầu, mỗi đơn nguyên có 6 làn xe, khổ cầu rộng 29m (nhịp chính), 26m (nhịp dẫn); Giai đoạn 1 xây dựng trước 1 đơn nguyên nằm lệch bên phải tim đường (hướng từ Thành phố Hồ Chí Minh về Tiền Giang);
- Tĩnh không HxB = 25x80m

#### Cầu Vàm Cỏ Tây

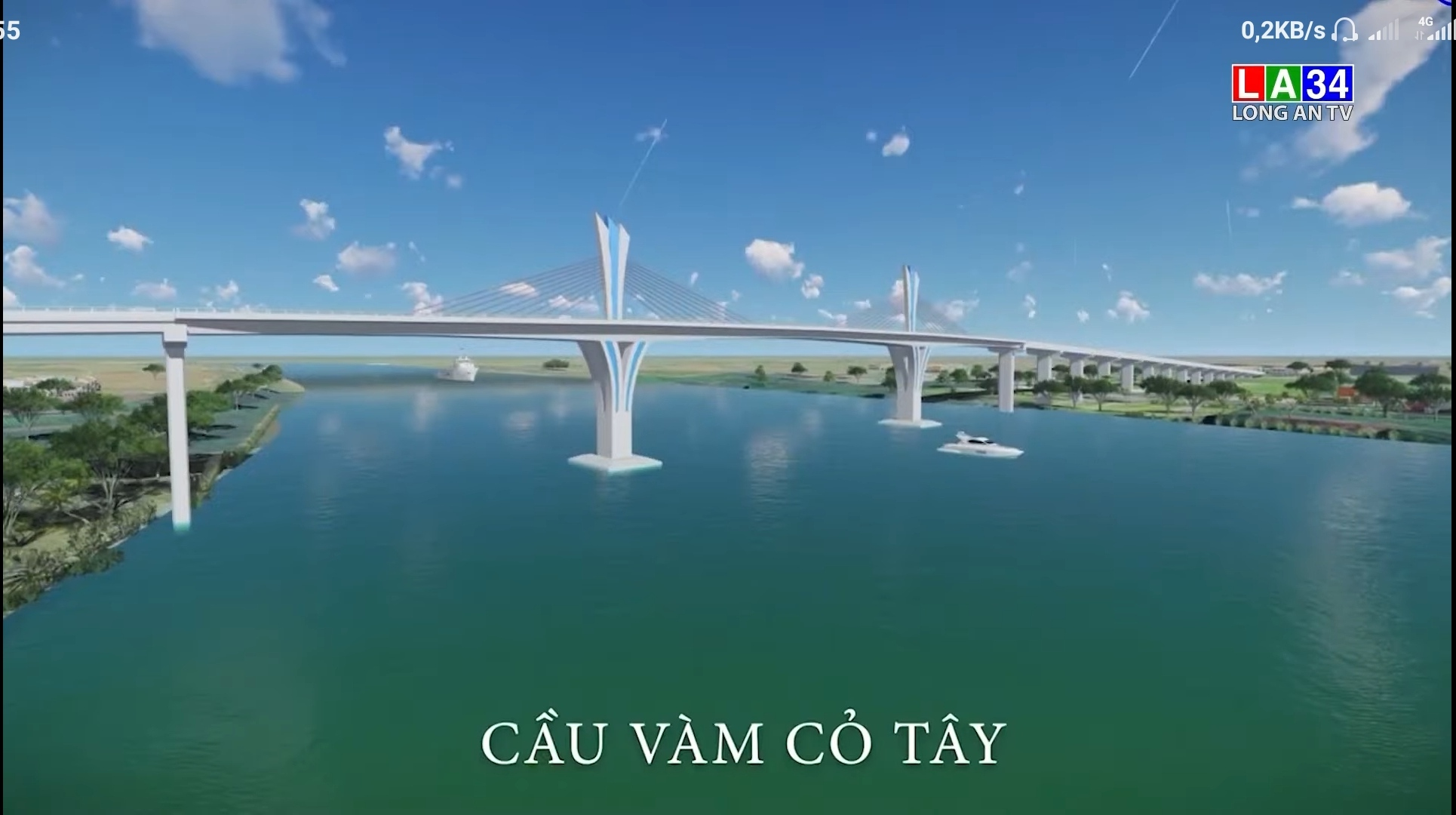
Phối cảnh cầu Vàm Cỏ Tây (bấm vào ảnh để xem rõ hơn)

- Thiết kế bằng kết cấu bê tông cốt thép và bê tông cốt thép dự ứng lực, nhịp chính dạng Extradosed (80m+130m+80m);
- Tải trọng thiết kế: HL93, tải trọng người đi bộ 3 kN/m²;
- Xây dựng 2 đơn nguyên cầu, mỗi đơn nguyên có 6 làn xe, khổ cầu rộng 27,5m (nhịp chính), 26m (nhịp dẫn); Giai đoạn 1 xây dựng trước 1 đơn nguyên nằm lệch bên phải tim đường (hướng từ Thành phố Hồ Chí Minh về Tiền Giang);
- Tĩnh không HxB = 25x80m.